# Erpeldange (kanton Remich)
Erpeldange (lb. Ierpeldeng, niem. Erpeldingen) – wieś (Uertschaft) w południowo-wschodnim Luksemburgu, w kantonie Remich, w gminie Bous-Waldbredimus. Do 3 października 2015 miejscowość leżała w dystrykcie Grevenmacher, a do 31 sierpnia 2023 należała do gminy Bous. Liczy 687 mieszkańców (31 grudnia 2022).